# Ligugé
Ligugé es una población y comuna francesa, en la región de Poitou-Charentes, departamento de Vienne, en el distrito de Poitiers y cantón de Poitiers-5.
La población es conocida sobre todo por la abadía benedictina de San Martín, el más antiguo monasterio de occidente que aun mantiene su actividad. Fue fundada por San Martín en el 361, en unos terrenos donados por san Hilario de Poitiers, obispo de dicha ciudad.

## Demografía
| 1541 | 1675 | 2206 | 2700 | 2771 | 2817 |
| Para los censos de 1962 a 1999 la población legal corresponde a la población sin duplicidades (Fuente: INSEE [Consultar]) |      |      |      |      |      |